# Sanktuarium Maryjne na Wiktorówkach

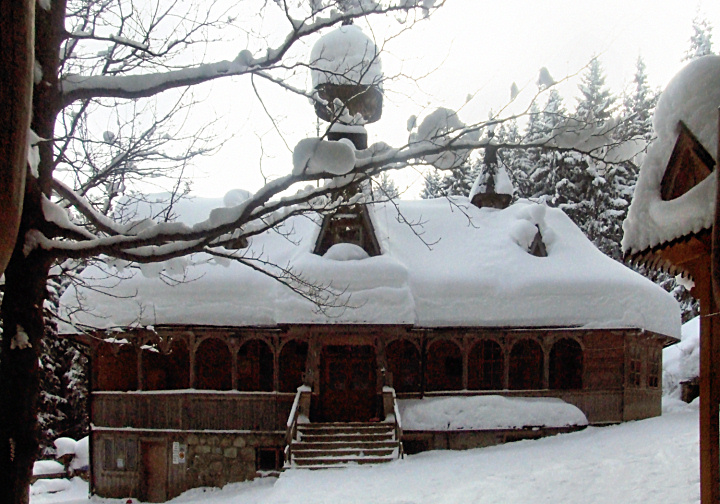
Sanktuarium w zimie

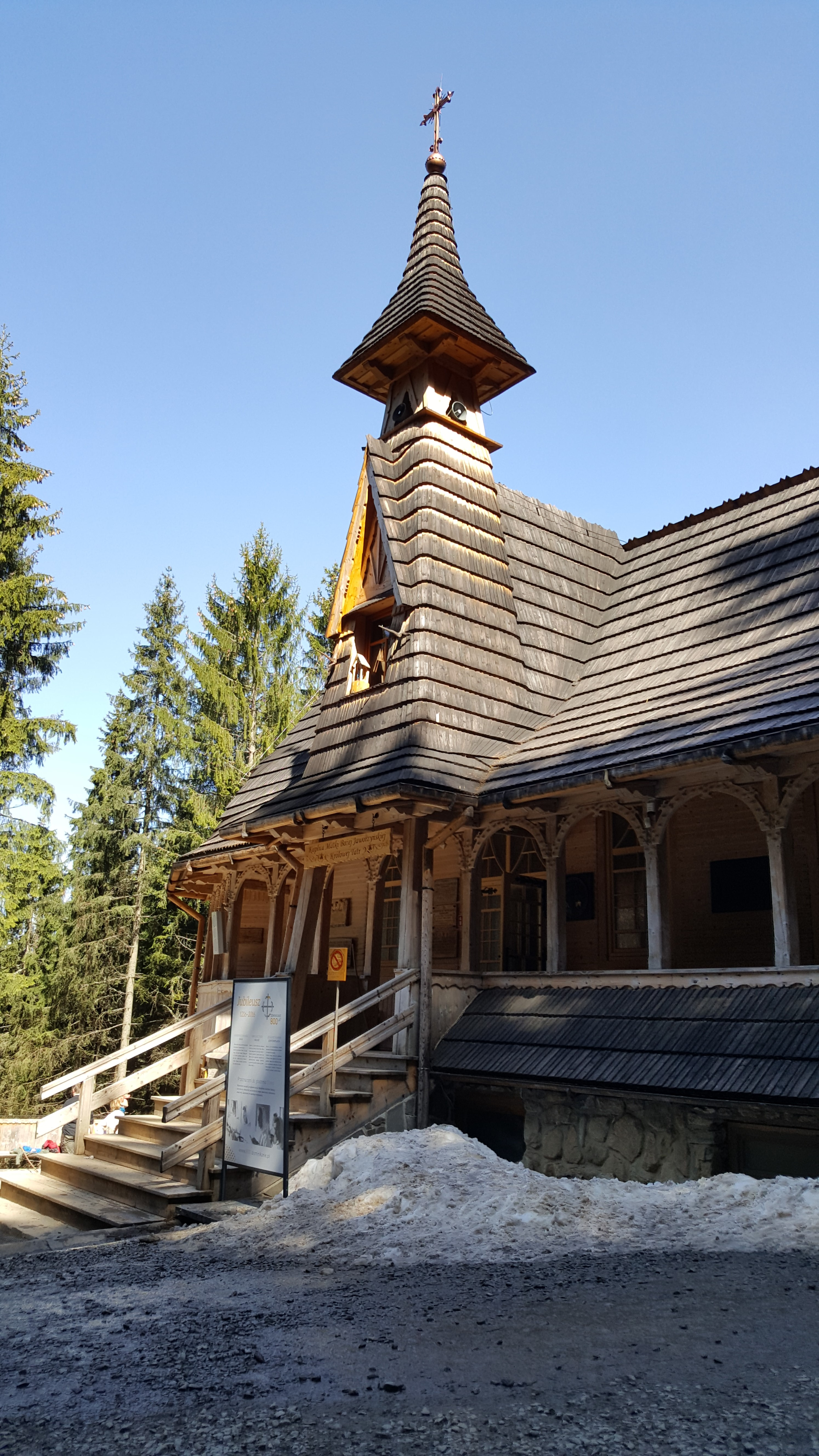
Sanktuarium wiosną

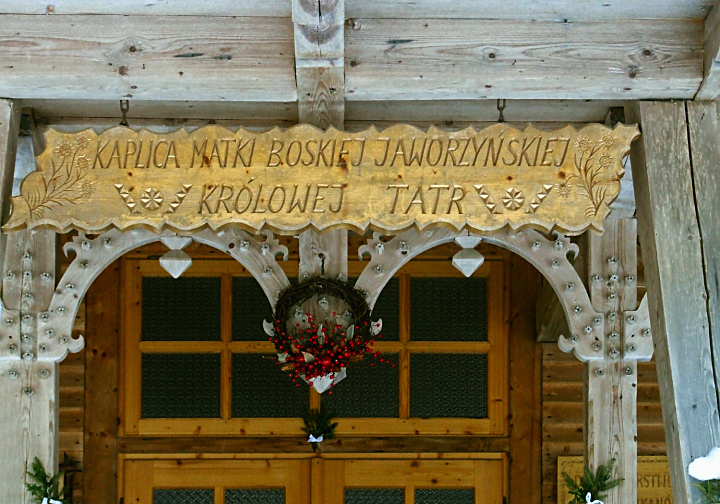
Inskrypcja nad wejściem do kaplicy

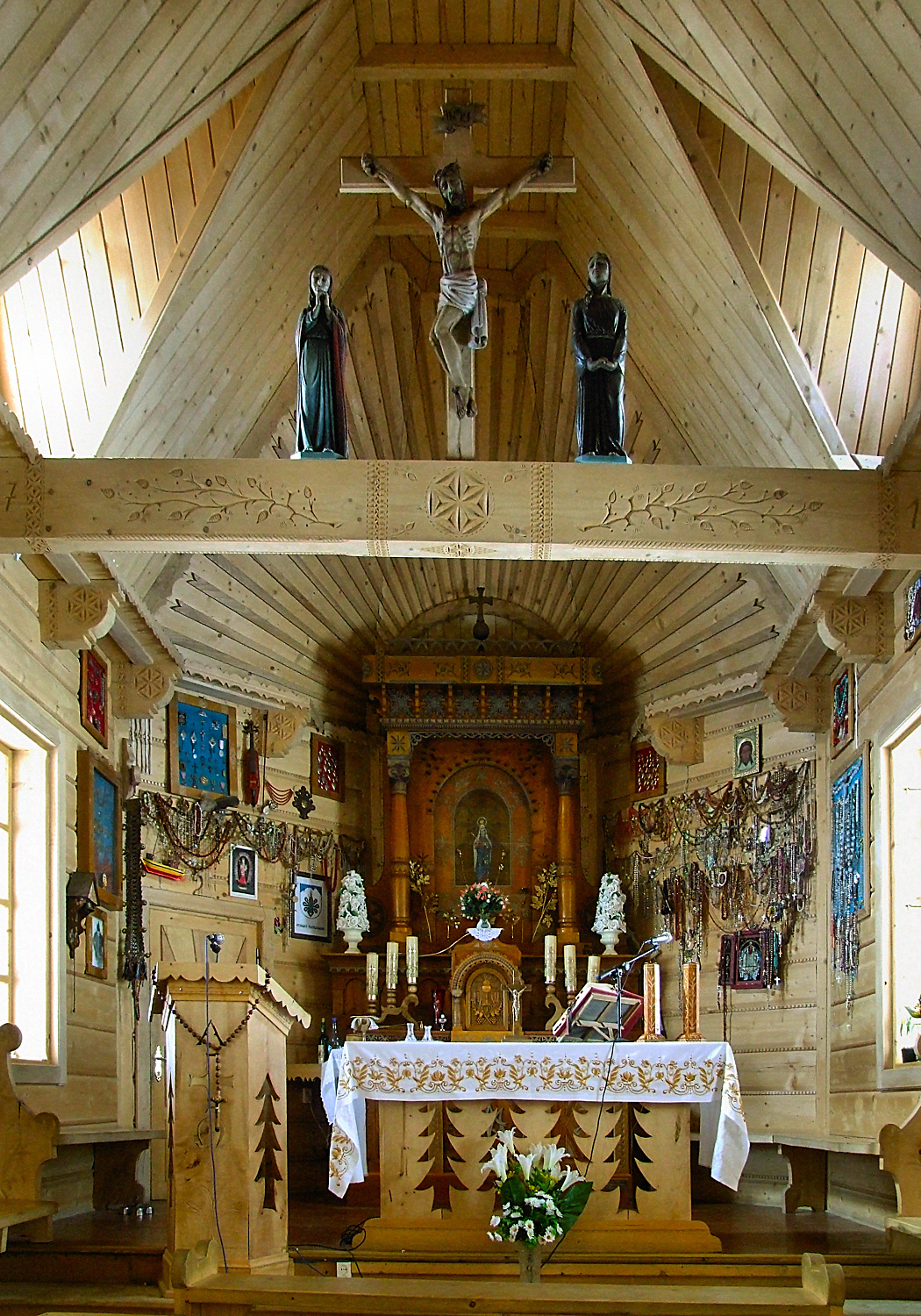
Wnętrze kaplicy

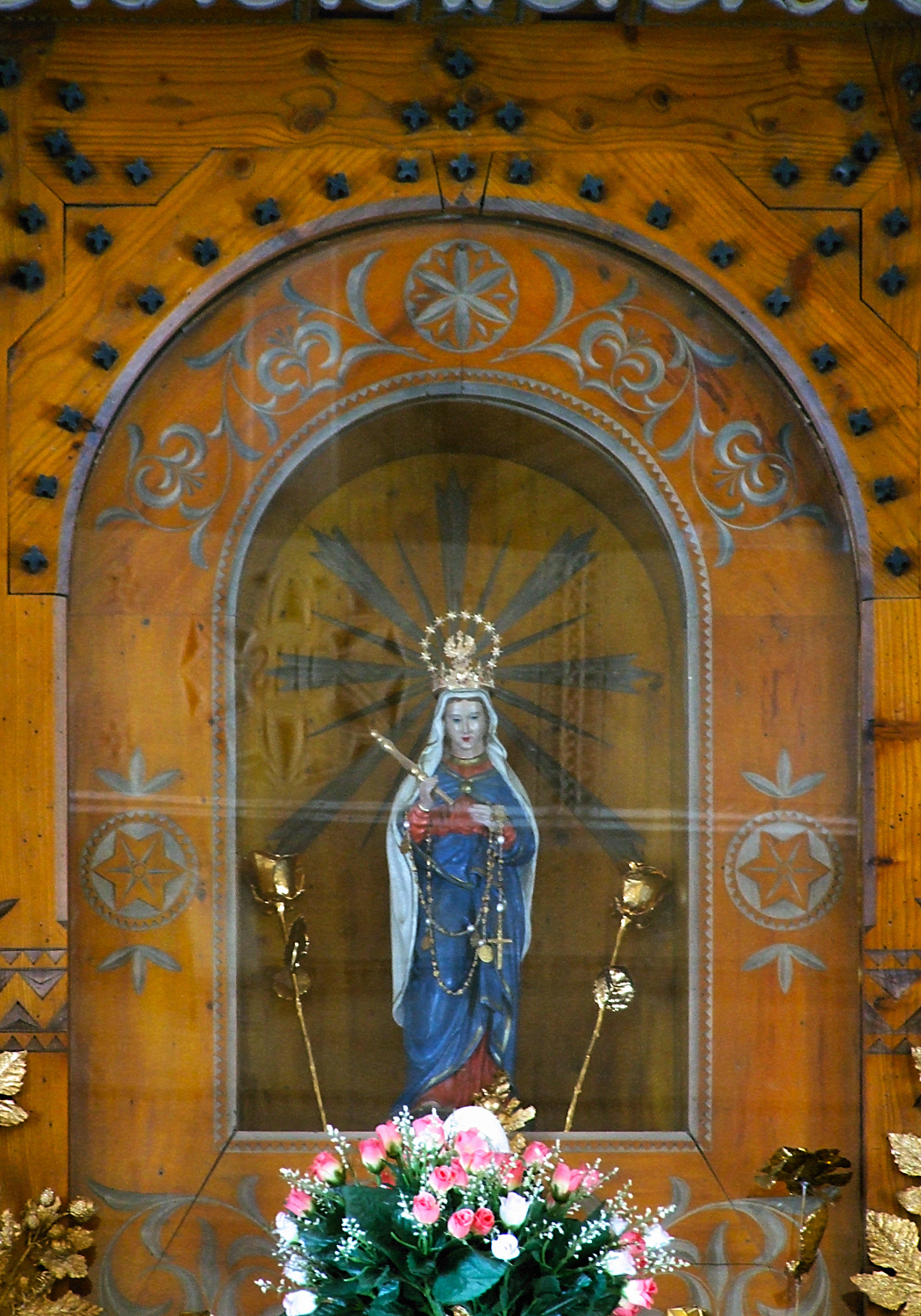
Figura Matki Boskiej

Sanktuarium Maryjne na Wiktorówkach, Sanktuarium Matki Bożej Królowej Tatr lub Matki Bożej Jaworzyńskiej – sanktuarium na Wiktorówkach w Tatrach Wysokich. Znajduje się na terenie Tatrzańskiego Parku Narodowego, w bezpośrednim sąsiedztwie Rusinowej Polany na wysokości około 1200 m n.p.m. Bezpośrednio przy nim przebiega szlak turystyczny oznaczony kolorem niebieskim z Zazadniej na Rusinową Polanę.
Znajduje się tu placówka TOPR.

## Powstanie sanktuarium
Powstanie sanktuarium wiązane jest z osobą góralki Marysi Murzańskiej, pasterki z Rusinowej Polany.
Na podstawie informacji przekazanych przez 80-letniego Wojciecha Łukaszczyka, a spisanych przez ks. Szymona Kossakiewicza, u którego pracował on jako pasterz, wynika, że około 1860 roku dziewczynce – pasterce mającej wówczas 14 lat – zaginęły wówczas pasące się owce (czasami mówi się też o krowach, co wydaje się bardziej prawdopodobne, gdyż wypasem owiec zajmowali się mężczyźni, a wypas krów powierzano dzieciom). Szukając ich w wieczornej mgle, miała dostrzec wśród gałęzi jednego z drzew postać, którą to sama określiła jako Piękną Panią lub Jaśniejącą Panią. Postać obiecała jej szybkie odnalezienie zgubionych zwierząt i dała trzy polecenia: pierwsze z nich dotyczyło opuszczenia Rusinowej Polany, bo miały grozić jej tu duchowe niebezpieczeństwa, pozostałe dwa polecenia dotyczyły przypominania ludziom, aby nie grzeszyli i pokutowali za winy. Marysia zwierzęta faktycznie znalazła, a o zdarzeniu opowiedziała pasterzowi, który na drzewie umieścił obrazek, a później zrelacjonował tę historię. Jeszcze w latach 50. XX wieku zmurszały pień tego drzewa przetrwał przymocowany do młodych świerków.

## Historia kultu i sanktuarium
Miejsce nie od razu stało się celem pielgrzymek. Przez pierwsze kilkadziesiąt lat przed zawieszonym na drzewie obrazkiem przychodzili modlić się tylko okoliczni pasterze i drwale. Oczywiście papierowy obrazek zawieszony przez Wojciecha Łukaszczyka został dość szybko zastąpiony, początkowo obrazkiem malowanym na szkle, później niewielką kapliczką. W kapliczce umieszczono drewnianą figurkę, która dzisiaj znajduje się w ołtarzu sanktuarium, a sama kapliczka została zawieszona na zewnętrznej ścianie kaplicy, od strony prezbiterium. Figurka Matki Bożej ma znacznie ciemniejszą prawą rękę. To pamiątka pożaru, który zniszczył zbudowaną w 1902 r. niewielką kaplicę, z wyglądu przypominającą szałas pasterski. Figurka wróciła do niewielkiej kapliczki zawieszonej na drzewie.
Historię pielgrzymowania na Wiktorówki rozpoczyna rok 1910. Pierwsze pielgrzymki związane były najprawdopodobniej z prośbami o dobrą pogodę. Dopiero 2 lipca 1932 r. ks. proboszcz Błażej Łaciak z Bukowiny Tatrzańskiej, której to parafii podlegał obszar Rusinowej Polany i Wiktorówek, odprawił mszę w zbudowanej w 1921 r. przez gazdę Jędrzeja Budza-Wnęka niewielkiej kaplicy. Za namową tego księdza mieszkańcy Bukowiny podjęli się powiększenia kaplicy, która nie przetrwała burzy śnieżnej. W 1936 r. bukowianie przystąpili wraz z nowym proboszczem, którym w tym czasie był ks. Stanisław Fox, do odbudowy kaplicy. Została ona poświęcona 4 października 1936 r.
W czasie II wojny światowej figurka Matki Boskiej została przeniesiona do Bukowiny, skąd powróciła 2 lipca 1945 r. Nad kaplicą opiekę sprawował nadal ks. Stanisław Fox. Od 1956 bukowianie przystąpili do kolejnej rozbudowy kaplicy. W 1957 Kuria Metropolitalna w Krakowie utworzyła na Rusinowej Polanie turystyczny ośrodek duszpasterski, nad którym opieką przejęli księża marianie. Kolejna zmiana organizacyjna nastąpiła w 1959 i była związana z powierzeniem opieki nad kaplicą zakonowi dominikanów. Duszpasterzem został o. Paweł Kielar, który rozpoczął wiele prac związanych z zagospodarowaniem terenu wokół kaplicy, jednocześnie dbając o sam budynek. W 1975 kardynał Karol Wojtyła opiekę nad ośrodkiem oficjalnie powierzył dominikanom i jednocześnie związał go administracyjnie z parafią w Małym Cichem. W tym samym roku papież Paweł VI nadał sanktuarium przywilej odpustu zupełnego związanego z rokiem jubileuszowym. Dalszy rozwój kaplicy wiąże się z osobą o. Leonarda Węgrzyniaka, zakonnika i górala z Dzianisza. Dzięki niemu dalej zmieniało się otoczenie kaplicy i powstała placówka TOPR (wcześniej GOPR).
Na Wiktorówkach kilka razy w ciągu roku odbywają się uroczystości odpustowe związane z przypadającymi kolejno świętami ku czci Matki Bożej. Są to:
- 3 maja (Matki Boskiej Królowej Polski),
- 2 lipca (Nawiedzenie),
- 16 lipca (święto MB Szkaplerznej),
- 2 sierpnia (MB Anielskiej),
- 15 sierpnia (Wniebowzięcie, nazywane też świętem MB Zielnej),
- 8 września (Narodzenie NMP),
- w pierwszą niedzielę października – MB Różańcowej.

Uroczystości zazwyczaj odbywają się w pierwszą niedzielę po święcie. Najbardziej znana uroczystość odpustowa związana jest z dniem 15 sierpnia.

## Opis
Kaplica dzisiaj to drewniany budynek na granitowej podmurówce. Przykrywa go dwuspadowy dach z oknami oświetlającymi pomieszczenia na poddaszu i sygnaturką. Bryłę budynku z trzech stron urozmaicają tzw. soboty. Krużganek zabezpieczony jest drewnianą balustradą umocowaną do słupków podpierających z zewnątrz dach budynku. Słupki połączone są łukami arkad. Schody do kaplicy usytuowane są w części środkowej dłuższego boku, nad nimi wysunięto niewielki daszek. Na połaci dachowej nad wejściem znajduje się największe z okien poddasza. Jednonawowe wnętrze kaplicy zakończone jest niewielką absydą z prezbiterium. W drewnianym ołtarzu, ozdobionym góralskimi wzorami, umieszczono lipową figurkę Matki Boskiej Jaworzyńskiej.
W budynek wkomponowane jest pomieszczenie odwiedzane równie często jak kaplica – turystyczna kuchnia. Połączona jest z celami mieszkających tu zakonników. Woda doprowadzona do kuchni pochodzi ze źródełka i ma mieć właściwości uzdrawiające. Odnalezienie źródełka związane jest z Marianną, żoną Jędrzeja Budza-Wnęka „Wnękula”.
Nowym elementem architektonicznym jest wbudowana w skarpę podwójna ściana z tablicami zawierającymi nazwiska ofiar gór, przymocowane na skalnym murze otaczającym kaplicę, po obu stronach cudownego źródełka. Jest to miejsce, gdzie rodziny i przyjaciele upamiętniają swoich bliskich. I to zarówno tych, którzy zginęli w górach, jak i tych którzy choć zmarli „śmiercią naturalną”, byli związani bardzo blisko z górami. Tych, którzy je nadzwyczaj ukochali. To symboliczny cmentarz ludzi gór po polskiej stronie Tatr.
Przez lata Wiktorówki stały się miejscem szczególnie ważnym nie tylko dla górali, ale także dla turystów, taterników oraz licznie odwiedzanym przez młodzież. Sanktuarium i polanę wielokrotnie odwiedzał kardynał Karol Wojtyła. Na skałach wokół kaplicy umieszczono wiele tablic pamiątkowych poświęconych osobom, które zginęły w górach. Z kaplicą związana była przez szereg lat góralka z Gronia, Aniela Kobylarczyk (zmarła w 1985 r.) W jej szałasie na Rusinowej Polanie zatrzymywali się turyści, którzy często wraz z nią uczestniczyli w mszach wieczornych. Ich kontynuacją były spotkania w prowadzonej przez dominikanów kuchni poniżej kaplicy.

## Szlaki turystyczne
– niebieski szlak z Zazadniej obok sanktuarium na Rusinową Polanę i dalej do Palenicy Białczańskiej.
- Czas przejścia z Zazadniej na Rusinową Polanę: 1:15 h, ↓ 1 h
- Czas przejścia z Rusinowej Polany do Palenicy Białczańskiej: 40 min, z powrotem 50 min.